# Tebaldo Ricaldoni
Tebaldo Jorge Ricaldoni (nacido el 24 de mayo de 1861 en Montevideo, Uruguay) fue un científico e inventor uruguayo nacionalizado argentino. Fue el primer doctor en Ingeniería de Argentina y primer director del Instituto de Física de la Universidad Nacional de La Plata.

## Reseña biográfica
Tebaldo Ricaldoni fue hijo de Pedro Ricaldoni y Filomena Saroldi. Su hermano Américo Ricaldoni Saroldi fue un reconocido médico y escritor. Fue primo del capitán italiano Ottavio Ricaldoni, quien fuera uno de los responsables de la creación de la primera aeronave dirigible en Italia en 1903.
Luego de completar estudios primarios y secundarios en Montevideo, se mudó a Buenos Aires, Argentina, a la casa de Bartolomé Mitre, amigo de su familia. Se recibió de Ingeniero civil en la Universidad de Buenos Aires.
Contrajo matrimonio con Clara Ramos Mejía, con quien tuvo dos hijos: Hugo y Alberto. Posteriormente se divorció y volvió a casarse con Teresa di Jorgi, con quien tuvo dos hijos: Marta y Jorge.
En 1905 Ricaldoni fue elegido por Joaquín V. González para crear y dirigir el Instituto de Física de la Universidad Nacional de La Plata. La elección de Ricaldoni para este rol podría deberse a su prestigio en la sociedad porteña como educador, pues empleaba gran cantidad de experimentos demostrativos y a la notoriedad ganada gracias a sus investigaciones sobre la telegrafía sin hilos, que lo habían llevado a introducir modificaciones en el receptor ideado por Guillermo Marconi, de quien fue amigo.  Durante su gestión, adquirió 2761 instrumentos de demostración de física a la firma alemana Max Kohl, de Chemnitz, que formaron parte del equipamiento del Instituto de Física y que actualmente forman parte del acervo del Museo de Física de la Facultad de Ciencias Exactas de la UNLP. Debido a algunas dificultades, Ricaldoni fue sucedido por Emil Hermann Bose en la dirección del Instituto, para dedicarse a partir de entonces al dictado de clases en la UNLP y en el Colegio Nacional de Buenos Aires, y al desarrollo de proyectos como inventor.
Su invento más famoso fue desarrollado a fines del siglo XIX: un submarino con un sistema innovador, pues la variación de la densidad se debía a cambios en el volumen, en lugar de ocurrir por variaciones en el peso o por la carga de tanques de lastre.  Cotaba además con un complejo diseño, que Ricaldoni perfeccionó durante de varios años y que se encontró descripto en detalle en un cuaderno titulado  “Mi submarino – 1900”, y en unas memorias impresas tituladas “El submarino Ricaldoni”.
Fue creador de otros inventos tales como el panoramoscopio, un periscopio de 360 grados de proyección, la boya de rescate de submarinistas "Salvator", la falsa quilla de lastre en submarinos. Otros de sus desarrollos fueron las pilas de cromo y un modulador de ondas que permitía comunicar dos o más telégrafos de manera inalámbrica.
Escribió numerosos libros de texto de física que tuvieron gran difusión en la región, y que fueron empleados hasta la década del 30.